# Bayram Olgun
Bayram Olgun (* 26. April 1990 in Van) ist ein türkischer Fußballtorhüter.

## Karriere

### Verein
Bayram Olgun begann mit dem Vereinsfußball in der Jugend von Antalyaspor. Anschließend spielte er für die Jugend von Antalya Yolspor und wechselte 2006 in die Jugend von MKE Ankaragücü. Im Sommer 2008 erhielt er einen Profi-Vertrag, spielte aber weiterhin überwiegend für die Reservemannschaft.
Für die Rückrunde lieh man ihn an den Drittligisten Bugsaşspor aus.
Zum Sommer kehrte er zu Ankaragücü zurück und war hier sowohl als erster Torwart der Reservemannschaft als auch als Dritter Torwart des Profi-Teams tätig. Nachdem Ankaragücü in den ersten Wochen der Saison 2011/12 in finanzielle Engpässe geriet und über lange Zeit die Spielergehälter nicht zahlen konnte, trennten sich viele Spieler. So wurde Olgun, durch den Spielermangel begünstigt, zum Stammspieler und machte zwölf Ligapartien.
Im Sommer 2014 wechselte er zum Zweitligisten Manisaspor. Nachdem dieser Verein im Sommer 2015 den Klassenerhalt in der TFF 1. Lig verfehlte und die nächste Saison in der TFF 2. Lig spielen musste, blieb Barut bei Manisaspor. In der 2. Lig wurde er mit seinem Verein Drittligameister und erreichte den direkten Wiederaufstieg. Trotz dieses Erfolges mit Manisaspor verließ er den Verein zum Sommer 2016.

### Nationalmannschaft
Bayram Olgun spielte neben der türkischen U-19 auch für U-21 Jugendnationalmannschaften.

## Erfolge
Mit Manisaspor
- Meister der TFF 2. Lig und Aufstieg in die TFF 1. Lig: 2015/16